# Lawe Kihing
Lawe Kihing is een bestuurslaag in het regentschap Aceh Tenggara van de provincie Atjeh, Indonesië. Lawe Kihing telt 484 inwoners (volkstelling 2010).